# Anthicus flavipes

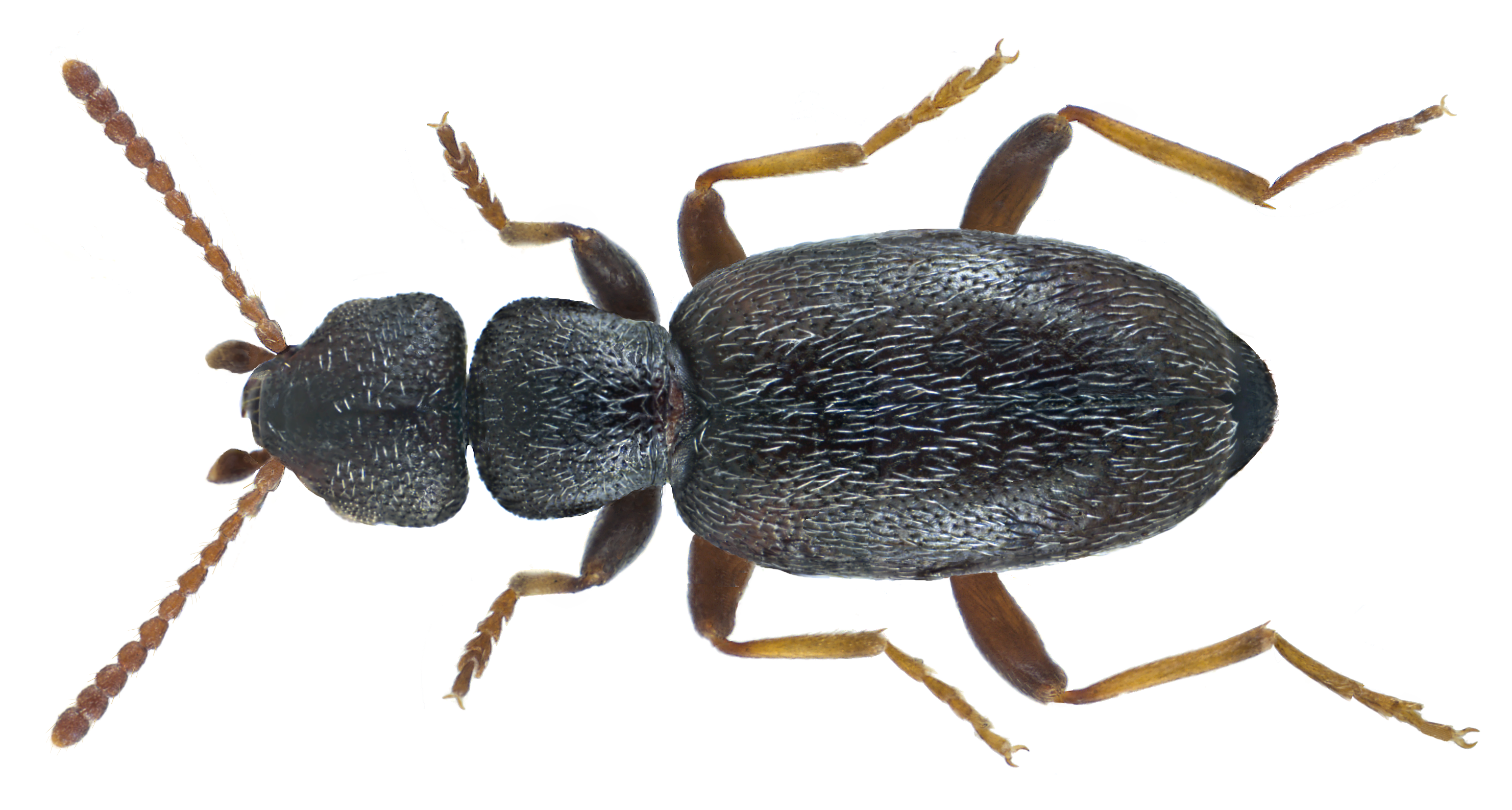
Präparat, Dorsalansicht

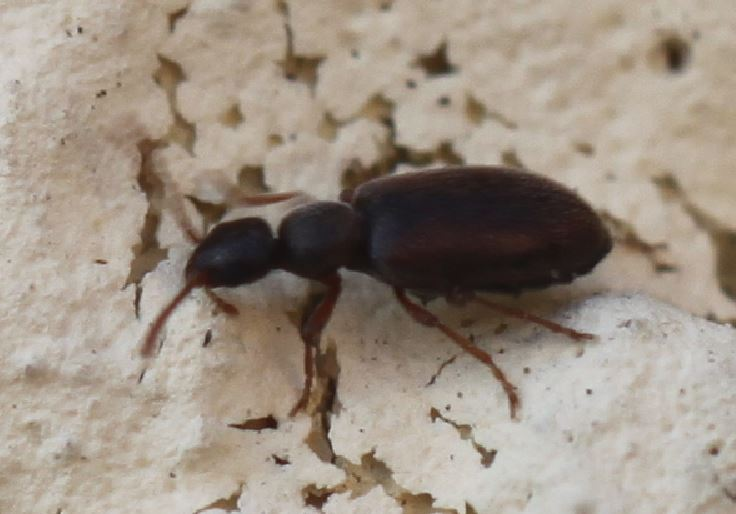
Anthicus cf. flavipes, Seitenansicht

Anthicus flavipes ist ein Käfer aus der Familie der Blütenmulmkäfer (Anthicidae). Die Art wurde von Georg Wolfgang Franz Panzer im Jahr 1797 als Notoxus flavipes erstbeschrieben.

## Merkmale
Anthicus flavipes gehört zur Gattung Anthicus, Ameisen ähnelnder wärmeliebender Käfer. Die Käfer der Art Anthicus flavipes werden 2 bis 2,5 Millimeter lang. Kopf und Halsschild weisen eine sehr grobe, dichte Punktierung auf. Der Halsschild ist vorn auffällig kugelig gewölbt. Nach hinten ist er gerundet. Die Flügeldecken sind weniger stark grob punktiert. Sie sind mit kurzen, fast anliegenden, grauweißen Härchen bedeckt. Der Körper der Käfer ist schwarz oder schwarzbraun, während die Flügeldecken häufig heller sind. Fühler und Beine sind einfarbig gelbrot gefärbt. Von dieser Eigenschaft leitet sich das Art-Epitheton flavipes (im Lateinischen: flavus für „gelb“; pes für „Fuß“) ab.

## Verbreitung
Anthicus flavipes ist in Europa weit verbreitet. Das Vorkommen der Art reicht im Norden bis nach Skandinavien und auf die Britischen Inseln. Dort kommt die Käferart hauptsächlich in wärmebegünstigten Gebieten in Küstennähe vor. In Deutschland findet man die Art u. a. in der Oberrheinischen Tiefebene. Im Süden reicht das Verbreitungsgebiet bis in den Mittelmeerraum, im Osten bis in den Nahen Osten und Westasien.

## Lebensweise
Die Art Anthicus flavipes bevorzugt als Lebensraum Gebiete mit trockenen und sandigen Böden, insbesondere in Gewässernähe. Im Rheinland findet man die Art auch in Kiesgruben. Die Käfer beobachtet man von Mitte April bis September, jedoch hauptsächlich zwischen Mai und Juli während deren Paarungszeit. Die Art überwintert vermutlich als Larve oder im Puppenstadium.